# Тезиков Олексій Павлович
Олексій Павлович Тезиков (рос. Алексей Павлович Тезиков; 22 червня 1978 у м. Тольятті, СРСР — 16 липня 2020) — російський хокеїст, захисник. Виступає за «Сокіл» (Київ) у Професіональній хокейній лізі. Майстер спорту. 
Вихованець хокейної школи «Лада» (Тольятті), перший тренер — Б.А. Попов. Виступав за: «Лада» (Тольятті), «Торпедо» (Нижній Новгород), «Монктон Вайлдкетс» (QMJHL), «Цинциннаті Сайклонс» (ІХЛ), «Рочестер Амерікенс» (АХЛ), «Вашингтон Кепіталс», «Портленд Пайретс» (АХЛ), «Цинциннаті Майті-Дакс» (АХЛ), «Манітоба Мус» (АХЛ), «Ванкувер Канакс», «Нафтохімік» (Нижньокамськ), «Сєвєрсталь» (Череповець), «Сибір» (Новосибірськ), «Амур» (Хабаровськ), ЦСК ВВС (Самара), «Молот-Прикам'є» (Перм), «Донбас»/«Донбас-2» (Донецьк).
В чемпіонатах НХЛ — 30 матчів (1+1).
У складі молодіжної збірної Росії учасник чемпіонату світу 1997.
Досягнення
- Чемпіон МХЛ (1996)
- Чемпіони України (2012)
- Срібний призер молодіжного чемпіонату світу (1997).